# リル＝デル
リル＝デル （L'Île-d'Elle）は、フランス、ペイ・ド・ラ・ロワール地域圏、ヴァンデ県のコミューン。

## 地理
石灰岩質の岩の露頭の上にあり、町はポワトヴァン湿地を見下ろしている。コミューンを流れるのは、シャラント＝マリティーム県との境界となっているヴァンデ川と、セーヴル・ニオルテーズ川である。

## 歴史

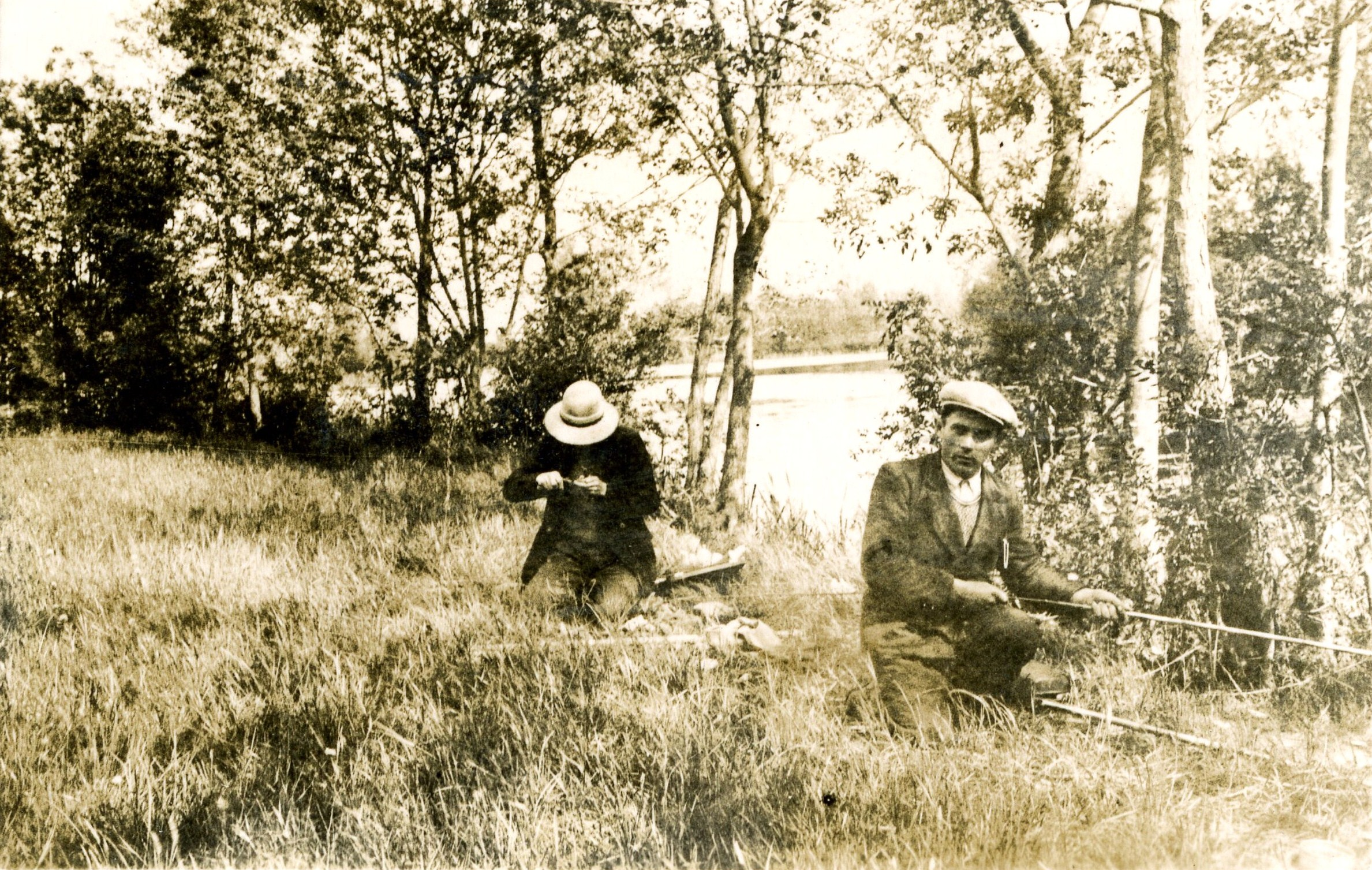
20世紀初頭、ラ・サブリエール池で釣りをする人々。かつての採石場跡に水を満たして池としていた

コミューンは、ピクトン湾に浮かぶ石灰岩質のかつての小島にある。小島はガロ＝ローマ語でINSULA de ELLAであった。考古学上、ラ・ゲリニエールという集落にはガロ＝ローマのヴィッラがあった。装飾されたサモス島産の陶器の破片や、灰色の陶器が見つかっている。
集落の最古の名は、11世紀に記されたINSULA DE ELLAで、1197年にローマ教皇ケレスティヌス3世の教書においても同様である。1317年に小修道院の名もELLISであった。リル＝デルに関しての言及はマラン領主の文書において1377年になされている。リル＝デルのラ・ゲリニエールにある宿について羊皮紙に書いたものがヴァンデ県の公文書として保管されている。
村は1655年に教区となり、フランス革命までは、4km離れたマランの領主の領地となっていた（マランはフランスの旧州で最小の面積を持つオニスの一部であった。すなわち、リル＝デルはポワトゥーに属していなかった）。最後のマラン領主であるアリグル侯爵はリル＝デルをアリグル侯爵領に併合した。
革命後の1793年、リル＝デルはコミューンとなった。

## 人口統計
| 1962年 | 1968年 | 1975年 | 1982年 | 1990年 | 1999年 | 2008年 | 2013年 |
| ------ | ------ | ------ | ------ | ------ | ------ | ------ | ------ |
| 1467   | 1459   | 1412   | 1357   | 1352   | 1359   | 1403   | 1504   |

参照元:1962年から1999年までは複数コミューンに住所登録をする者の重複分を除いたもの。それ以降は当該コミューンの人口統計によるもの。1999年までEHESS/Cassini、2004年以降INSEE。